# 格雷戈里 (明尼蘇達州)
格雷戈里（英語：Gregory）是位於美國明尼蘇達州莫里森縣利特爾福爾斯鎮區的一個非建制地區，得名自鐵路公司老闆約翰·格雷戈里·史密斯（John Gregory Smith）。

## 地理
格雷戈里所處的海拔為高於海平面384米（即1260英呎），而該地所採用的時區為UTC-6，即北美中部時區（CST）。同時該地設有夏令時間，為UTC-6調快一小時，即UTC-5（CDT）。